# Honniasont Indijanci
Honniasont (Black Minqua, Honniasontkeronon, Oniassontke), pleme iz grupe Huron Indijanaca, porodica Iroquoian, i jedno od tri poznata plemena konfederacije Erie kojoj su još pripadali Gentaguetehronnon i Riquehronnon ili Rigueronnon. Honniasonti su živjeli oko gornjih tokova Ohia u zapadnoj Pennsylvaniji i susjednim predjelima Zapadne Virginije i Ohia. Njihovo ime Black Minqua dolazi po crnoj oznaci na prsima, a naziv Honniasont znači  "Wearing something round the neck." Brojno stanje nije poznato, ali ovo pleme svakako je moralo biti brojno jer su 1662. imali 800 ratnika koje su Susquehannock Indijanci očekivali da im se pridruže u ratu protiv Irokeza. Ovo pleme isprva je bilo u dobrim odnosima sa Susquehannockima i trgovali su s Nizozemcima. Nešto kasnije (1679) Susquehannock i Seneca Indijanci su ih uništili. Senece su adoptirali mnoge Erie, i pod imenom Mingo otišli su u Ohio i kasnije u Oklahomu. Minqua 'town' bio je vjerojatno naseljen potomcima Honniasonta. Današnji Senece iz Oklahome, morali bi imati potomaka ovih Erie Indijanaca.

## Vanjske poveznice
- Erie History
- Indian Tribe History: Honniasontkeronon  Arhivirana inačica izvorne stranice od 29. kolovoza 2008. (Wayback Machine)